# Гуд, Мэттью
Мэ́ттью Уи́льям Гуд (англ. Matthew William Goode; род. 3 апреля 1978, Эксетер, Девоншир) — британский актёр театра и кино.

## Биография
Мэттью Гуд родился в Эксетере, Девоншир, Англия — младший из пяти детей (у него есть родной брат, два единоутробных брата и сестра Салли Мин от другого брака его матери) в семье геолога и медсестры. В детстве Мэттью часто появлялся на сцене в городских театральных постановках. Он учился в Бирмингемском университете на драматургическом отделении. Продолжил образование в престижной Академии драматического искусства имени Веббера Дугласа (англ. Webber Douglas Academy of Dramatic Art) в Лондоне.
Первой работой на телевидении для актёра стала роль в телефильме «Confessions of an Ugly Stepsister», в 2002 году. Известность пришла к Гуду после роли в фильме «В погоне за свободой» (в российском видеопрокате «Первая дочь»), где его партнёром выступила Мэнди Мур.
В Англии Гуд поработал для канала BBC, приняв участие в съёмках мини-сериала «Он так и знал», и в одной из серий знаменитого английского сериала по произведениям Агаты Кристи — «Мисс Марпл».
В 2005 году Мэттью снялся в фильме Вуди Аллена «Матч-пойнт» вместе со Скарлетт Йоханссон и Джонатаном Рис-Майерсом. После этого ему предложили роли в комедии «Представь нас вместе» с Пайпер Перабо в главной женской роли, и в исторической драме «Переписывая Бетховена» (режиссёра Агнешки Холланд), где он сыграл в паре с Дианой Крюгер. Далее последовали две значительные экранизации — «Возвращение в Брайдсхед» (по одноимённому роману английского классика Ивлина Во) и «Одинокий мужчина» (по книге Кристофера Ишервуда) — фильм Тома Форда. А также Мэттью сыграл супергероя Озимандию в фильме «Хранители» по культовому комиксу Алана Мура. В 2010 он играл главную мужскую роль в романтической комедии «Как выйти замуж за 3 дня» с Эми Адамс. В 2013 году сыграл роль Чарли Стокера в фильме «Порочные игры». В 2014 году совместно с Бенедиктом Камбербэтчем снялся в фильме «Игра в имитацию».
В 2016 году вышла картина «Союзники» с участием Гуда. Осенью того же года он начал работать над выпуском сериала «Пикник на обочине» по роману Стругацких, но проект был отменён.
В 2017 году выходит телевизионная адаптация трилогии Деборы Харкнесс «Все души» под названием «Открытие ведьм». Название было взято из первой книги. Гуд исполнил главную роль профессора Мэтью Клермонта, молекулярного биолога и вампира. Премьера сериала состоялась в Великобритании 14 сентября 2018 года.
Также в 2017 году актёр исполнил роль Энтони Армстронг-Джонса, мужа принцессы Маргарет, во втором сезоне сериала «Корона».
В начале 2019 года было объявлено, что Гуд исполнит роль Тристана в фильме «King’s Man: Начало», приквеле сериала «Kingsman». Фильм вышел на экраны США 22 декабря 2021 года. В России фильм вышел 13 января 2022.

## Личная жизнь
В 2007 году Мэттью Гуд женился на Софии Дьюмок. У супругов есть трое детей:
- дочь Матильда Ева (род. в марте 2009)
- дочь Тедди Элинор Роуз (род. в сентябре 2013)
- сын Ральф (род. в августе 2015)

## Фильмография
| Год       |     | Русское название                                       | Оригинальное название                             | Роль                     |
| --------- | --- | ------------------------------------------------------ | ------------------------------------------------- | ------------------------ |
| 2002      | тф  |                                                        | Confessions of an Ugly Stepsister                 | Каспар                   |
| 2003      | ф   | Южнее Гранады                                          | Al sur de Granada                                 | Джеральд Бренан          |
| 2004      | ф   | Первая дочь                                            | Chasing Liberty                                   | Бен Кэлдер               |
| 2005      | с   | Мисс Марпл Агаты Кристи                                | Agatha Christie’s Marple                          | Патрик Симмонс           |
| 2005      | ф   | Матч-пойнт                                             | Match Point                                       | Том Хьюитт               |
| 2005      | тф  | Моя семья и другие звери                               | My Family and Other Animals                       | Ларри Даррелл            |
| 2006      | ф   | Представь нас вместе                                   | Imagine Me & You                                  | Хек                      |
| 2006      | ф   | Переписывая Бетховена                                  | Copying Beethoven                                 | Мартин Бауэр             |
| 2007      | ф   | Обман                                                  | The Lookout                                       | Гэри Спарго              |
| 2008      | ф   | Возвращение в Брайдсхед                                | Brideshead Revisited                              | Чарльз Райдер            |
| 2009      | ф   | Хранители                                              | Watchmen                                          | Озимандия / Адриан Вэйдт |
| 2009      | ф   | Одинокий мужчина                                       | A Single Man                                      | Джим                     |
| 2010      | ф   | Как выйти замуж за 3 дня                               | Leap Year                                         | Деклан                   |
| 2010      | ф   | Городок Семетри                                        | Cemetery Junction                                 | Майк Рэмси               |
| 2011      | ф   | Горящий человек                                        | Burning Man                                       | Том Киттн                |
| 2012      | мтф |                                                        | Birdsong                                          | капитан Грэй             |
| 2012      | мтф |                                                        | The Poison Tree                                   | Рекс                     |
| 2013      | мтф | Танцы на краю                                          | Dancing on the Edge                               | Стэнли                   |
| 2013      | мтф | Смерть приходит в Пемберли                             | Death Comes to Pemberley                          | Джордж Уикхэм            |
| 2013      | тф  |                                                        | Оригинальное название неизвестно                  | The Vatican / Bernd Koch |
| 2013      | ф   | Белль                                                  | Belle                                             | сэр Джон Линдси          |
| 2013      | ф   | Порочные игры                                          | Stoker                                            | Чарли Стокер             |
| 2014      | ф   | Игра в имитацию                                        | The Imitation Game                                | Хью Александер           |
| 2014—2015 | с   | Хорошая жена                                           | The Good Wife                                     | Финн Полмар              |
| 2014—2015 | с   | Аббатство Даунтон                                      | Downton Abbey                                     | мистер Генри Талбот      |
| 2015      | ф   | Вне/себя                                               | Self/less                                         | Олбрайт                  |
| 2015      | ф   | Опасное погружение                                     | Pressure                                          | Митчелл                  |
| 2016      | ф   | Союзники                                               | Allied                                            | Гай Сангстер             |
| 2016      | мтф | Корни                                                  | Roots                                             | Уильям Уоллер            |
| 2017      | ф   | Предчувствие конца                                     | The Sense of an Ending                            | мистер Джо Хант          |
| 2017      | ф   | Ограбление в Хаттон-Гардене                            | The Hatton Garden Job                             | XXX                      |
| 2017      | с   | Корона                                                 | The Crown                                         | Энтони Армстронг-Джонс   |
| 2018      | ф   | Врождённые данные                                      | Birthmarked                                       | Бен Морин                |
| 2018      | ф   | Клуб любителей книг и пирогов из картофельных очистков | The Guernsey Literary and Potato Peel Pie Society | Сидни Старк              |
| 2018      | с   | Испытание невиновностью                                | Ordeal by Innocence                               | Филипп Дюррант           |
| 2018      | с   | Открытие ведьм                                         | A Discovery of Witches                            | Мэттью Клермонт          |
| 2019      | ф   | Опасные секреты                                        | Official Secrets                                  | Питер Бомонт             |
| 2019      | ф   | Аббатство Даунтон                                      | Downton Abbey                                     | Генри Тэлбот             |
| 2020      | ф   | Герцог                                                 | The Duke                                          | Джереми Хатчинсон        |
| 2021      | ф   | King’s Man: Начало                                     | The King’s Man                                    | Капитан Мортон           |
| 2021      | ф   | Цветная комната                                        | The Colour Room                                   | Колли Шортер             |
| 2021      | ф   | Тихая ночь                                             | Silent Night                                      | Саймон                   |
| 2022      | ф   | Средневековье                                          | Medieval                                          | Король Сигизмунд         |
| 2022      | с   | Предложение                                            | The Offer                                         | Роберт Эванс             |
| 2023      | ф   | По Фрейду                                              | Freud’s Last Session                              | Клайв Стейплз Льюис      |
| 2024      | ф   | Эбигейл                                                | Abigail                                           | Лазар                    |
| 2025      | с   | Отдел нераскрытых дел                                  | Department Q                                      | Карл Морк                |